# تپه کله جوب علیا
تپه کله جوب علیا مربوط به عصر آهن - دوره اشکانیان است و در شهرستان دره‌شهر، بخش مرکزی، دهستان ارمو، ۱ کیلومتری شرق روستای کله جوب علیا واقع شده و این اثر در تاریخ ۲۶ دی ۱۳۸۶ با شمارهٔ ثبت ۲۰۶۴۰ به‌عنوان یکی از آثار ملی ایران به ثبت رسیده است.